# Centaurea xaveri
Centaurea xaveri là một loài thực vật có hoa trong họ Cúc. Loài này được N.Garcia & Susanna mô tả khoa học đầu tiên năm 1993.